# Otomops wroughtoni
Otomops wroughtoni es una especie de murciélago de la familia Molossidae.

## Distribución geográfica
Se encuentra en dos zonas, una en la  India y otra en Camboya.